# Dorotheus van Tyrus

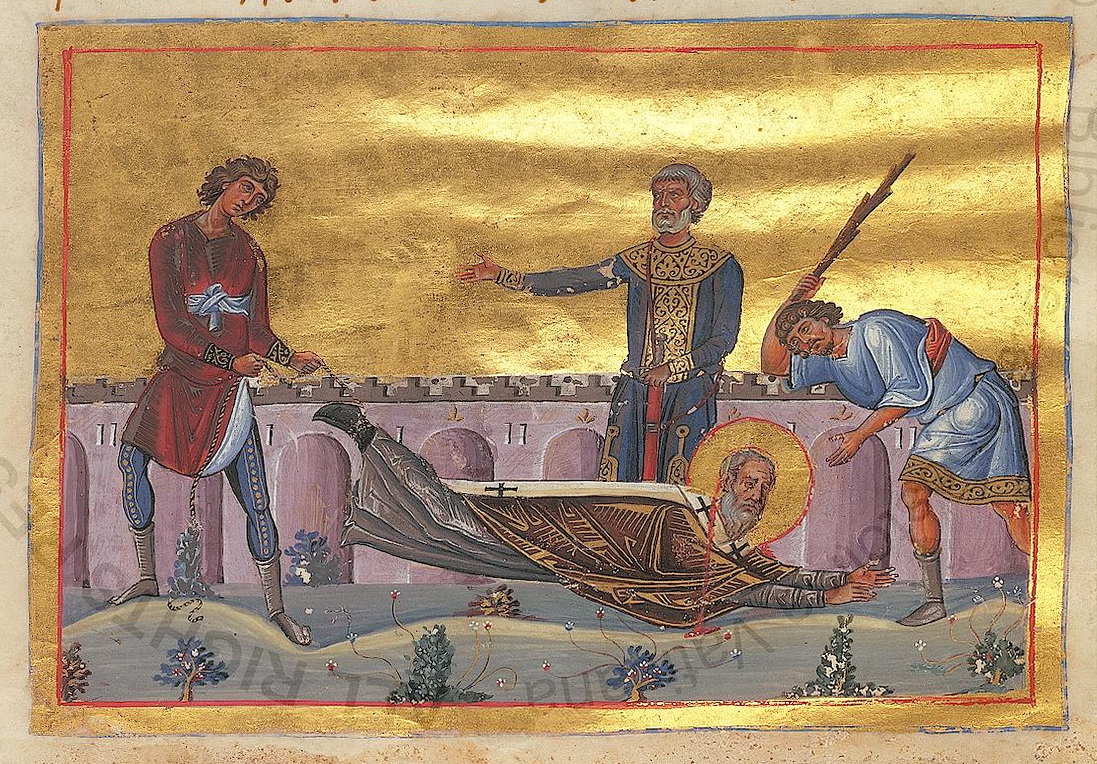
Dorotheus van Tyrus in een illustratie uit ca. 1000

Dorotheus of Dorotheos van Tyrus (Antiochië, ca. 255 – Odyssopolis, 362) was bisschop van Tyrus. Hij wordt vereerd als heilige in de Rooms-Katholieke en de Oosters-orthodoxe kerken. Zijn feestdag wordt gevierd op 5 juni volgens de Gregoriaanse kalender in de Rooms-Katholieke Kerk en 18 juni volgens de Juliaanse kalender in de Orthodoxe traditie.
Dorotheus was een geleerde priester (presbyter) in Antiochië en een eunuch. Hij was de leraar van kerkhistoricus Eusebius van Caesarea. Volgens de traditie was hij de auteur van een Handelingen van de Zeventig discipelen, verwijzend naar de zeventig leerlingen die volgens het Evangelie volgens Lucas 10:1 werden uitgezonden door Jezus. 
Hij werd aangesteld als bestuurder zonder zijn religieuze overtuiging te hoeven verloochenen en zou tijdens de vervolging door Diocletianus in ballingschap zijn gedreven, maar keerde later terug. Hij woonde het Concilie van Nicea bij in 325, maar werd door Julianus de Afvallige verbannen naar Odyssopolis (Varna) aan de Zwarte Zee in Thracië. Daar stierf de 107 jaar oude priester als martelaar voor zijn geloof.